# Галоян, Галуст Анушаванович
Галуст Анушаванович Галоян (арм. Գալուստ Անուշավանի Գալոյան; 1 марта 1927, Анушаван — 22 августа 2003) — советский и армянский историк, академик НАН РА.

## Биография
Родился в 1927 году в селе Покр-Парни (ныне Анушаван в память об Анушаване Галояне, погибшем в Великой Отечественной войне) Артикской области Армянской ССР.
В 1945 году после его окончания Великой Отечественной войны поступил на факультет международных отношений Ереванского государственного университета, в 1955 году защитил диссертацию.
В 1963 году защитил докторскую диссертацию.
Был директором Института истории, секретарем Коммунистической партии, заместителем председателя Президиума Академии наук АССР.
Весной 1989 года избран народным депутатом СССР от Ахурянского национально-территориального избирательного округа № 403 Армянской ССР.
Благодаря большому научно-организационно-историческому опыту Галуста Галояна удалось создать восьмитомную историю армянского народа.
Подводя итоги своих выводов, Галоян заключил: в IX—VI веках у Урарту-Армении возникла необходимость создания историко-теоретической основ, составляющих неотъемлемую часть армянской государственности.
Работы историка касаются национальных проблем Закавказья, рабочих движений в Армении, становления Коммунистической партии. В книге «Четыре дороги истории» (1982) автор раскрывает причины и предпосылки геноцида армян, выработку политики «решения» армянского вопроса правящими регионами Турции путем истребления армян. Главные работы: восемь томов «Истории армянского народа», монография «Четыре дороги истории».
Награды: награжден Государственной премией, орденом Трудового Красного Знамени, медалью Вавилова и грамотами Верховного Совета Армянской ССР.
Мемориальная доска Галуста Галояна установлена на улице Демирчяна 17, Ереван.